# Indol-3-acetaldehid
Indole-3-acetaldehyde pripada klasi organskih jedinjenja poznatih kao indoli. To su jedinjenja koja sadrže indolni prsten, koji se sastoji od pirolnog prstena kondenzovanog sa benzenom u obliku 2,3-benzopirola.
Indol-3-acetaldehid je supstrat za niz enzima retine: od bakra zavisna aminska oksidaza, aldehidna dehidrogenaza X (mitohondrijska), aminska oksidaza B, amilorid-senzitivna aminska oksidaza, aldehidna dehidrogenaza (mitohondrijska), masno aldehidna dehidrogenaza, 4-trimetilaminobutiraldehid dehidrogenaza, aldehidna dehidrogenaza (dimerna NADP preferentna), aldehidna dehidrogenaza familija 7 član A1, aminska oksidaza A, aldehidna dehidrogenaza 1A3 i članovi aminskih oksidaza zavisnih od bakra.

## Spoljašnje veze
- Indoleacetaldehyde (HMDB01190)